# Mgła wojny
Mgła wojny (niem. Nebel des Krieges) – niepewna sytuacja w teatrze działań wojennych, poziom niejasności co do znajomości sytuacji u uczestników operacji wojennej. Pojęcie odnosi się do niewiedzy co do ilości i rozmieszczenia zasobów (sił) wroga i jego zamierzeń. Termin został wprowadzony przez pruskiego wodza i teoretyka wojskowości Karla von Clausewitza w jego traktacie O wojnie (1832).
W strategicznych grach komputerowych termin ten odnosi się do sytuacji, kiedy część mapy jest zasłonięta i gracz nie wie co się tam dzieje, dopóki nie wyśle swoich jednostek na zwiad. Obszar poza polem widzenia wojsk gracza jest zacieniowany i nie są na nim wyświetlane ruchy wojsk przeciwnika.

## Rodzaje mgły wojny
Mgłę wojny dzielimy w zależności od skali i punktu widzenia obserwatora na następujące cztery kategorie:

### Strategiczna
Dotyczy niejasności co do politycznych celów wroga, jego możliwości oraz logistycznego potencjału. Źródłem informacji jest tu wywiad dyplomatyczny, wywiad agenturalny oraz strategiczne modelowanie oparte na danych pozyskanych drogą wywiadu białego. Uczestnicy poszukują na tym etapie celów i motywacji politycznych adwersarzy.

### Militarno-strategiczna
Na tym poziomie mgła wojny dotyczy nieznajomości struktury, rozmieszczenia, wielkości i organizacji sił i środków własnych i dysponowanych przez wroga. Niejasność co do stanu własnych sił wynikać może z problemów z komunikacją, jak i z niechęci dowódców frontowych do podawania swojej prawdziwej sytuacji (co prowadzić może do nieuzasadnionego optymizmu). Nieoczywistość co do stanu sił wroga wynikać może z niedokładności (niepełności) danych dostarczanych przez wywiad, jak również stosowania przez wroga działań dezinformacyjnych.

### Operacyjna
Dowódcy jednostek operacyjnych wykonując strategiczne działania (patrz wyżej) podyktowane w obliczu ograniczonej informacji sami stoją przed podobnego typu problemami. Na tym etapie dalej zagadnienie mgły wojennej koncentruje się wokół nieznajomości potencjału i rozmieszczenia sił wroga, ale dochodzi kolejny problem: niepełnej wiedzy na temat wymagań (założeń strategicznych) wyższego dowództwa, także w wyniku opóźnień komunikacji. Dowódca stara wykorzystywać własne zasoby zwiadowcze dla zapewnienia jak najpełniejszego obrazu sytuacji.

### Taktyczna
Na poziomie taktycznym mgła wojny jest kombinacją wszystkich powyższych typów. Wynika zarówno z celowych działań wroga (takich jak zakłócanie komunikacji czy dezinformacja), problemów komunikacji jak i z ogólnego przebiegu bitwy wykluczającego dostępność pełnej i aktualnej informacji na temat sytuacji. Wymagane tempo podejmowania decyzji na tym poziomie także jest jednym z czynników wpływających na ryzyko błędnych działań opartych na fałszywej informacji i eskalacji tejże fałszywej informacji na wyższe poziomy.